# Julia Schneider
Julia Schneider (* 1. leden 1996) je švédská topmodelka a vítězka Elite Model Look International 2011.

## Život
Pochází z malého švédského městečka Gävle.
V roce 2011, kdy ji bylo 15 let, se stala vítězkou na světovém finále nejprestižnější modelingové soutěže světa Elite Model Look 28. ročníku v čínské Šanghaji ze 70 finalistek z celého světa.